# Cyclaulax crassitarsis
Cyclaulax crassitarsis är en stekelart som först beskrevs av Charles Thomas Brues 1912.  Cyclaulax crassitarsis ingår i släktet Cyclaulax och familjen bracksteklar. Inga underarter finns listade i Catalogue of Life.